# Setanta formosana
Setanta formosana là một loài tò vò trong họ Ichneumonidae.